# Port Harcourt
Port Harcourt (Igbo: Diobu, Iguocha hay Ugwuocha; Pidgin: "Po-ta-kot") là thủ phủ của bang River, Nigeria. Nó nằm dọc theo sông Bonny, nằm ở đồng bằng sông Niger. Theo điều tra dân số năm 2006 của Nigeria thì Port Harcourt có dân số 1.382.592 người. Thị trưởng thành phố Port Harcourt là Azubuike Nmerukini. Năm 1913, Iguocha Port Harcourt đã được đổi tên bởi Frederick Lugard theo Lewis Vernon Harcourt, Bộ trưởng Ngoại giao các thuộc địa.
Khu vực đó đã trở thành Port Harcourt năm 1913 là từ cánh đồng của các nhóm làng Diobu của Ikwerre, một nhóm nhỏ của người dân Igbo. Chính quyền thuộc địa của Nigeria đã lập nên cảng để xuất khẩu than từ Enugu nằm 151 dặm (243 km) về phía bắc của Port Harcourt được nối với nhau bởi tuyến đường sắt được xây dựng bởi người Anh. 